# Thiên Trang
Thiên Trang tên thật là Đỗ Huỳnh Trang (sinh ngày 1 tháng 2 năm 1951) tại Sài Gòn, là một nữ ca sĩ nổi tiếng thuộc dòng nhạc vàng. Ngoài ra cô còn là diễn viên trong các bộ phim Loan Mắt Nhung, Điệu ru nước mắt.

## Tiểu sử và sự nghiệp

### Khởi đầu sự nghiệp
Thiên Trang tên thật là Đỗ Huỳnh Trang (sinh ngày 1 tháng 2 năm 1951) tại Sài Gòn.
Thiên Trang bắt đầu theo đuổi nghề ca sĩ vào khoảng năm 18 tuổi, và thầy dạy hát đầu tiên cho Thiên Trang là nhạc sĩ Anh Việt Thanh, chính nhạc sĩ này đặt cho cô nghệ sĩ là Thiên Trang, với ý nghĩa là Hoa Trang trên trời. Anh Việt Thanh còn dìu dắt và giới thiệu để Thiên Trang vào thi tuyển lựa ca sĩ của biệt đoàn văn nghệ trung ương, sau đó chính thức được biệt đoàn văn nghệ nhận vào để đi hát ở khắp Sài Gòn và các tỉnh.
Người thầy thứ 2 của Thiên Trang là nhạc sĩ Châu Kỳ, người đã dìu dắt cô vào hát trên các đài phát thanh, truyền hình, với bản thâu âm đầu tiên là bài Trả Tôi Về của nhạc sĩ Mặc Thế Nhân. Thành công với ca hát không được bao lâu, Thiên Trang có duyên với điện ảnh và được đóng vai nữ chính trong 2 bộ phim nổi tiếng là Loan mắt Nhung và Điệu ru nước mắt.
Trước năm 1975, Thiên Trang có rất ít bản thu âm trong băng nhạc mà chủ yếu hát trong phòng trà. Mỗi đêm cô cùng với người chị bạn (kiêm quản lý) đi xe máy đến hát ở nhiều phòng trà nổi tiếng của Sài Gòn: Bồng Lai, Quốc Tế, Maxim’s, Nam Đô, Queen Bee, Crystal Palace, Đệ Nhất Khách Sạn...

### Sau 1975
Thiên Trang rời Việt Nam năm 1978 để qua Mỹ bằng tàu biển Huy Phong theo diện người Hoa về nước.
Ở nơi xứ người, Thiên Trang siêng năng học hỏi để hòa nhập cộng đồng. Ban đầu cô học tiếng bản xứ rồi mở nhà hàng Pháp, cũng từ đó cô bắt đầu tập ăn chay dần cho đến bây giờ. Sau này không kinh doanh nhà hàng nữa, Thiên Trang gặp lại nhạc sĩ Anh Bằng và được mời về trung tâm Asia cộng tác. Nhạc sĩ Anh Bằng tiếp tục là người thầy chỉ dẫn thêm cho cô về âm nhạc, đặc biệt là những bài hát về Huế như Huế Xưa, Huế Mù Sương... Nhạc sĩ Anh Bằng từng phát biểu là ông rất ưng Thiên Trang hát nhạc ông sáng tác, vì giọng cô rất hợp và không làm nhạc của ông trở nên bi lụy.
Khoảng thời gian sau đó, Thiên Trang dần ít hát trở lại, cô chuyển đến làm việc ở văn phòng của một trường trung học. Thỉnh thoảng cô vẫn tham gia vài chương trình âm nhạc của trung tâm Asia.

### Gia Đình
Hiện tại cô đang có cuộc sống hạnh phúc êm ấm bên chồng và người con trai út tại miền Nam California.

## Giọng hát
Thiên Trang sở hữu một chất giọng ngọt ngào, êm dịu trong những bài hát nhạc vàng, trữ tình. Giọng hát của cô rất tao nhã, rõ ràng từng tiếng một, hát rất chân phương và dễ dàng đi vào lòng người nghe nhạc.
Ngoài ra, dù là một ca sĩ sinh ra và lớn lên ở miền Nam, nhưng khi sang hải ngoại, Thiên Trang được nhạc sĩ Anh Bằng luyện giọng Huế để hát nhiều ca khúc Huế nổi tiếng. Cô hát nhạc Huế thành công đến nỗi có nhiều khán giả tưởng cô là người Huế.

## Album

### Giáng Ngọc
- Ai cho tôi tình yêu (Tuấn Vũ - Thiên Trang - Giao Linh) (GNCD13)
- Đường sang nhà em (Tuấn Vũ - Thiên Trang)
- Vòng tay giữ trọn ân Tình (Tuấn Vũ - Thiên Trang) (1992)
- Tiếng hát Thiên Trang - Ngày em 20 tuổi

### Làng Văn
- Đêm trao kỷ niệm (Tuấn Vũ - Thiên Trang) (LVCD78 - 1990)

### ASIA
- Đam mê (Tuấn Vũ-Thiên Trang) (Asia 13, năm 1990)
- Tiếng Hát Thiên Trang - Tình Như Giấc Mơ (Asia, năm 1991)
- Liên khúc Cho người tình (Tuấn Vũ - Sơn Tuyền - Thiên Trang) (AsiaCD25 - 1991)
- Đôi bóng (Tuấn Vũ - Chế Linh - Thiên Trang) (Tình ca 20 - 1992)

## Các tiết mục trình diễn trên sân khấu

### Trung tâm Thúy Nga
| STT | Tiết mục                                                                                      | Thể hiện với | Chương trình      | Năm  |
| --- | --------------------------------------------------------------------------------------------- | ------------ | ----------------- | ---- |
| 1   | Ai Cho Tôi Tình Yêu (Trúc Phương)                                                             | solo         | Paris By Night 8  | 1989 |
| 2   | LK Ai Buồn Hơn Ai (Hoàng Thi Thơ), Trăm Nhớ Ngàn Thương (Lam Phương), Tình Bơ Vơ (Lam Phương) | Anh Khoa     | Paris By Night 17 | 1992 |

### Trung tâm ASIA
| STT | Tiết mục                                                                              | Thể hiện với             | Chương trình | Năm  |
| --- | ------------------------------------------------------------------------------------- | ------------------------ | ------------ | ---- |
| 1   | Ngày Sau Sẽ Ra Sao (Vân Tùng)                                                         | solo                     | ASIA 2       | 1993 |
| 2   | Hái Hoa Rừng Cho Em (Trương Hoàng Xuân)                                               | Chế Linh                 | ASIA 41      | 2003 |
| 3   | LK Đón Xuân Này Nhớ Xuân Xưa (Châu Kỳ), Đan Áo Mùa Xuân (Phạm Thế Mỹ)                 | Y Phụng                  | ASIA 60      | 2008 |
| 4   | Bông Cỏ May (Trúc Phương)                                                             | Huy Sinh                 | ASIA 74      | 2014 |
| 5   | LK Nếu Ta Đừng Quen Nhau, Hoa Trắng Thôi Cài Trên Áo Tím (Huỳnh Anh, thơ: Kiên Giang) | Huy Sinh, Ngọc Đan Thanh | ASIA 75      | 2014 |